# Animals as Leaders
Animals as Leaders es una banda de metal progresivo instrumental estadounidense de Washington D. C. formada por el guitarrista Tosin Abasi y que ahora incluye al también guitarrista Javier Reyes y al baterista Matt Garstka. Su álbum debut Animals as Leaders fue lanzado en abril de 2009 a través de Prosthetic Records. Tosin Abasi y Javier Reyes son miembros del grupo T.R.A.M. junto al ex-componente de The Mars Volta Adrian Terrazas y el baterista de Suicidal Tendencies Eric Moore.

## Historia
Animals as Leaders fue formada después de que la banda de metalcore técnico Reflux, la banda anterior del guitarrista Tosin Abasi, se separara. La discográfica de heavy metal Prosthetic Records observó el trabajo con la guitarra de Abasi y le ofreció crear un álbum en solitario. Abasi inicialmente rechazó la propuesta, considerando que sería «ególatra e innecesario». Cuando Reflux se separó, Abasi decidió aceptar la oferta de la discográfica. El nombre Animals as Leaders está inspirado en la novela de Daniel Quinn de 1992 Ishmael, que aborda el antropocentrismo. Abasi acuñó el nombre como un recordatorio de que «todos somos esencialmente animales».
El primer álbum de la banda, Animals as Leaders, fue grabado a principios de 2008. Abasi grabó la mayor parte de las pistas de guitarra y bajo del álbum; algunos solos de guitarra, batería y efectos de sintetizador fueron programados por el ingeniero de sonido Misha Mansoor de Periphery y Haunted Shores.
En 2010 la banda estuvo de gira, incluyendo el tour Summer Slaughter 2010 con bandas como Decapitated, Vital Remains, Carnifex, The Faceless, All Shall Perish, The Red Chord, Cephalic Carnage, Veil Of Maya y Decrepit Birth. Desde esa gira, han tocado también con bandas más importantes como Circa Survive y Dredg. El 8 de junio de 2011, la banda anunció que habían grabado nuevas canciones en sesiones en las que habían participado todos los miembros actuales de la formación.

## Miembros

### Actuales
- Tosin Abasi - guitarra, bajo (estudio) (2007-presente)
- Javier Reyes - guitarra (2009-presente)
- Matt Garstka - batería (2012-presente)

### Exmiembros
- Chebon Littlefield - bajo, teclado, programación (2007-2008)
- Matt Halpern - batería (2009)
- Navene Koperweis - batería (ex-Animosity, Sleep Terror y también en Fleshwrought) (2009-2012)

## Discografía

### Álbumes de estudio
- Animals as Leaders (28 de abril de 2009)
- Weightless (4 de noviembre de 2011)
- The Joy of Motion (25 de marzo de 2014)
- The Madness of Many (11 de noviembre de 2016)
- Parrhesia (25 de marzo de 2022)

### Sencillos
- Wave of Babies (22 de agosto de 2010)

### Álbumes en vivo
- Animals as Leaders - Live 2017 (11 de mayo de 2018)

## Videografía
| Título             | Álbum              | Director                         | Año  |
| ------------------ | ------------------ | -------------------------------- | ---- |
| CAFO               | Animals as Leaders | Scott Hansen                     | 2010 |
| Isolated Incidents | Weightless         | Jay Wynne                        | 2011 |
| Physical Education | The Joy of Motion  | Cameron Alexander Patrick Lawler | 2015 |